# Elymus smithii
Pascopyrum   es un género monotípico de plantas herbáceas,  perteneciente a la familia de las poáceas. Su única especie: Pascopyrum smithii (Rydb.) Barkworth & D.R.Dewey, es originaria de Norteamérica.
Algunos autores lo incluyen en el género Agropyron, Elymus, Elytrigia.

## Descripción
Se trata de un césped de formación rizomatosa, perenne que es nativa y común en América del Norte. Crece en pastizales  y praderas  en las Grandes Llanuras donde a veces es la especie de gramínea dominante. Se distribuye por Dakota del Norte, Dakota del Sur, y Wyoming.

## Propiedades
Se trata de un valioso forraje para los animales como el bisonte y el perrito de la pradera de cola negra, también es bueno para el pastoreo del ganado. Se utiliza para restablecimiento de la vegetación de hábitats perturbados y sobrepastoreados, y muchos cultivos se han desarrollado para adaptarse a diversas condiciones.

## Citología
El número cromosómico básico es x = 7, con números cromosómicos somáticos de 2n = 56. 8  ploidía.

## Sinonimia
| - Agropyron glaucum var. occidentale Scribn. - Agropyron molle (Scribn. & J.G.Sm.) Rydb. - Agropyron occidentale (Scribn.) Scribn. - Agropyron occidentale var. molle (Scribn. & J.G. Sm.) Scribn. - Agropyron occidentale var. occidentale - Agropyron occidentale var. palmeri (Scribn. & J.G.Sm.) Scribn. - Agropyron palmeri (Scribn. & J.G.Sm.) Rydb. - Agropyron smithii fo. molle (Scribn. & J.G.Sm.) J.M.Gillett - Agropyron smithii Rydb. - Agropyron smithii var. molle (Scribn. & J.G.Sm.) M.E.Jones - Agropyron smithii var. palmeri (Scribn. & J.G.Sm.) A.Heller | - Agropyron smithii var. smithii - Agropyron smithii var. typica Waterf. - Agropyron spicatum var. molle Scribn. & J.G.Sm. - Agropyron spicatum var. palmeri Scribn. & J.G.Sm. - Agropyron spicatum var. viride Farw. - Elymus smithii (Rydb.) Gould - Elytrigia smithii (Rydb.) Á.Löve - Elytrigia smithii (Rydb.) Nevski - Elytrigia smithii var. molle (Scribn. & J.G.Sm.) Beetle - Zeia mollis (Scribn. & J.G.Sm.) Lunell - Zeia occidentalis (Scribn.) Lunell - Zeia smithii (Rydb.) Lunell |